# Gare de Wandignies-Hamage
La gare de Wandignies-Hamage était une gare ferroviaire française située sur la commune de Wandignies-Hamage (département du Nord). 
Gare fermée au service des voyageurs.	

## Histoire
Wandignies-Hamage était autrefois reliée à Somain et à Orchies.